# Кемптон (Флорида)
Кемптон (англ. Kendall) — переписна місцевість (CDP) в США, в окрузі Маямі-Дейд штату Флорида. Населення — 80 241 особа (2020).

## Географія
Кемптон розташований за координатами 25°40′10″ пн. ш. 80°21′17″ зх. д. / 25.66944° пн. ш. 80.35472° зх. д. (25.669538, -80.354741).  За даними Бюро перепису населення США в 2010 році переписна місцевість мала площу 42,98 км², з яких 41,65 км² — суходіл та 1,33 км² — водойми.

### Клімат
| Клімат : Кемптон                  | Клімат : Кемптон | Клімат : Кемптон | Клімат : Кемптон | Клімат : Кемптон | Клімат : Кемптон | Клімат : Кемптон | Клімат : Кемптон | Клімат : Кемптон | Клімат : Кемптон | Клімат : Кемптон | Клімат : Кемптон | Клімат : Кемптон | Клімат : Кемптон |
| Показник                          | Січ.             | Лют.             | Бер.             | Квіт.            | Трав.            | Черв.            | Лип.             | Серп.            | Вер.             | Жовт.            | Лист.            | Груд.            | Рік              |
| Абсолютний максимум, °C           | 30,6             | 31,1             | 32,2             | 35,6             | 36,1             | 37,2             | 36,7             | 37,2             | 35,6             | 34,4             | 32,8             | 28,9             | 37,2             |
| Середній максимум, °C             | 24,6             | 25,8             | 26,8             | 28,4             | 30,3             | 31,8             | 32,4             | 32,6             | 31,7             | 29,9             | 27,4             | 25,4             | 28,9             |
| Середній мінімум, °C              | 12,3             | 14,6             | 15,3             | 16,8             | 19,8             | 22,6             | 23,2             | 23,6             | 22,9             | 21,3             | 17,3             | 14,6             | 18,7             |
| Абсолютний мінімум, °C            | −3,3             | 1,1              | 3,9              | 6,1              | 8,9              | 14,4             | 17,8             | 17,2             | 18,9             | 7,8              | 3,3              | −1,7             | −3,3             |
| Норма опадів, мм                  | 54               | 64               | 73               | 73               | 131              | 232              | 193              | 225              | 236              | 162              | 69               | 45               | 1734             |
| --------------------------------- | ---------------- | ---------------- | ---------------- | ---------------- | ---------------- | ---------------- | ---------------- | ---------------- | ---------------- | ---------------- | ---------------- | ---------------- | ---------------- |
| Джерело: National Weather Service |                  |                  |                  |                  |                  |                  |                  |                  |                  |                  |                  |                  |                  |

## Демографія
Згідно з переписом 2010 року, у переписній місцевості мешкала 75 371 особа в 29 138 домогосподарствах у складі 19 997 родин. Густота населення становила 1754 особи/км².  Було 31899 помешкань (742/км²).
Расовий склад населення:
| - 87,9 % — білих - 4,4 % — чорних або афроамериканців - 3,0 % — азіатів - 0,1 % — корінних американців - 2,3 % — осіб інших рас |

До двох чи більше рас належало 2,2 %. Частка іспаномовних становила 63,7 % від усіх жителів.
За віковим діапазоном населення розподілялося таким чином: 20,4 % — особи молодші 18 років, 64,6 % — особи у віці 18—64 років, 15,0 % — особи у віці 65 років та старші. Медіана віку мешканця становила 40,7 року. На 100 осіб жіночої статі у переписній місцевості припадало 86,6 чоловіків;  на 100 жінок у віці від 18 років та старших — 82,2 чоловіків також старших 18 років.
Середній дохід на одне домашнє господарство  становив 89 869 доларів США (медіана — 61 554), а середній дохід на одну сім'ю — 104 929 доларів (медіана — 77 237). Медіана доходів становила 50 398 доларів для чоловіків та 41 922 долари для жінок. За межею бідності перебувало 9,2 % осіб, у тому числі 13,7 % дітей у віці до 18 років та 10,1 % осіб у віці 65 років та старших.
Цивільне працевлаштоване населення становило 39 362 особи. Основні галузі зайнятості: освіта, охорона здоров'я та соціальна допомога — 27,0 %, науковці, спеціалісти, менеджери — 15,2 %, роздрібна торгівля — 11,9 %, фінанси, страхування та нерухомість — 9,4 %.